# Battaglia di Cenei
La battaglia di Cenei (1696) fu una battaglia nel Banato di Timișoara (Temeswar/Temeshvar) tra l'Impero ottomano e l'Impero asburgico, che vide la vittoria degli Ottomani. L'esercito asburgico contava al massimo 40 000 soldati di fanteria e 20 000 di cavalleria. L'esercito ottomano era guidato dal sultano Mustafa II. Le truppe asburgiche erano guidate da Federico Augusto I di Sassonia.